# 차보의 식인사자

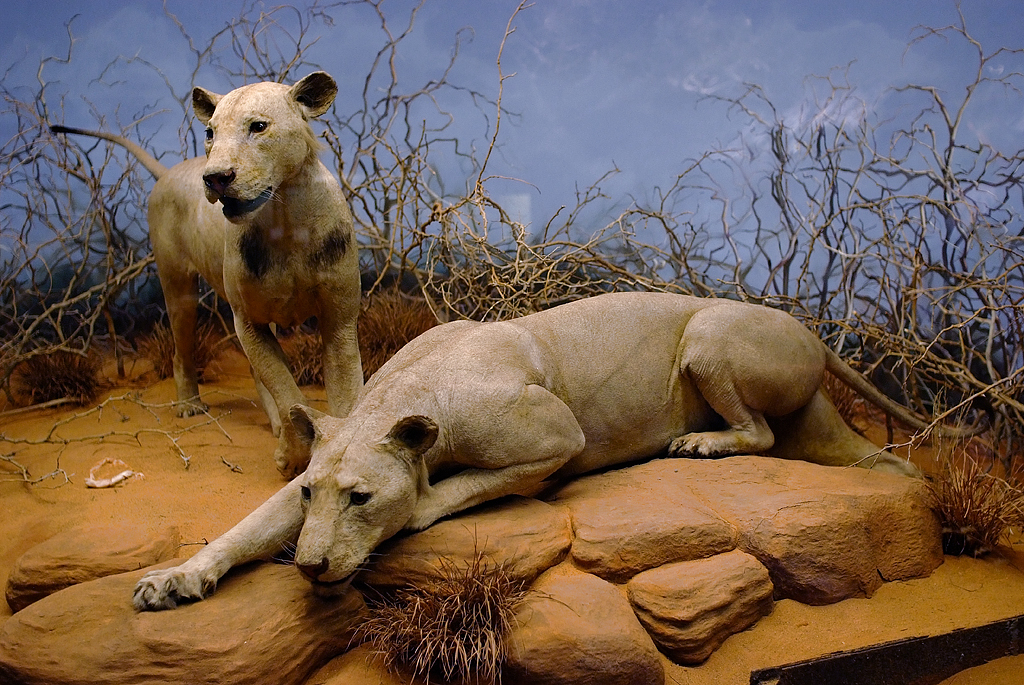
시카고 필드박물관에 전시된 ‘차보 사자’ 표본

차보의 식인사자는 1898년에 케냐에서 두 마리의 사자가 사람들을 덮친 사건을 말한다. 희생자의 수는 135명으로 생각되었지만, 최근의 연구에서는 약 35명으로 되어 있다.

## 같이 보기
- 고스트 앤 다크니스